# Walter Fabian (réalisateur)
Pour les articles homonymes, voir Walter Fabian.
Walter Fabian est un réalisateur, scénariste et acteur américain.

## Filmographie

### comme réalisateur
- 1927 : On Special Duty
- 1927 : The Law Rider
- 1927 : The Smiling Wolf
- 1927 : The Lone Ranger
- 1928 : Wolves of the Range
- 1928 : Buckskin Days
- 1928 : An Unexpected Hero
- 1928 : Battling Justice
- 1928 : A Son of the Frontier
- 1928 : The Gauge of Battle
- 1928 : Fighting Destiny
- 1928 : The Ride for Help
- 1928 : Card of Destiny
- 1928 : Ropin' Romance
- 1928 : The Ranger Patrol
- 1928 : Speed and Spurs (+ scénariste)
- 1928 : A Tenderfoot Hero
- 1928 : A Romeo of the Range
- 1928 : Saps and Saddles
- 1928 : The Secret Outlaw
- 1928 : A Clean Sweep
- 1928 : Death's Head
- 1928 : A Fighting Tenderfoot
- 1929 : Range of Fear
- 1929 : A Daring Dude
- 1929 : The Range Wolf
- 1929 : Kidnapped
- 1929 : Two Gun Morgan
- 1929 : Riding for Love
- 1929 : Days of Daring
- 1929 : Red Romance
- 1929 : Cowboy Pluck
- 1929 : The Thrill Hunter
- 1929 : Playing False
- 1929 : A Close Call
- 1929 : Ridin' Leather
- 1929 : Go Get 'Em Kid
- 1929 : The Lone Rider
- 1929 : A Tenderfoot Terror
- 1929 : The Actor
- 1929 : The Delicatessen Kid
- 1929 : Broken Statues
- 1929 : Hotsy Totsy
- 1930 : Pop and Son

### comme acteur
- 1934 : Tailspin Tommy (en) de Lew Landers : Bevan